# Великодворская (Верховажский район)
Великодворская — деревня в Верховажском районе Вологодской области.
Входит в состав Чушевицкого сельского поселения (с 1 января 2006 года по 8 апреля 2009 года была центром Верхнетерменгского сельского поселения), с точки зрения административно-территориального деления — центр Верхнетерменгского сельсовета.
Расстояние до районного центра Верховажья по автодороге — 41 км, до центра муниципального образования Чушевиц по прямой — 24 км. Ближайшие населённые пункты — Матвеевская, Терентьевская, Жаворонково, Кочеварский Погост.
По переписи 2002 года население — 91 человек (46 мужчин, 45 женщин). Преобладающая национальность — русские (98 %).